# Jerry Belson
Pour les articles homonymes, voir Belson.
Jerry Belson est un réalisateur, scénariste et producteur américain, né le 8 juillet 1938 à El Centro, Californie et décédé le 10 octobre 2006, d'un cancer de la prostate. Il travaille régulièrement avec Garry Marshall. Il était marié à l'actrice Jo Ann Harris ; le couple a eu deux enfants. La sœur de Jerry, Monica McGowan Johnson, est aussi scénariste.

## Filmographie

### Cinéma
Scénariste
- 1968 : Adorablement vôtre
- 1969 : L'Amoureuse (en)
- 1975 : Smile
- 1977 : Touche pas à mon gazon
- 1977 : Rencontres du troisième type (non crédité)
- 1978 : The End (en)
- 1980 : Tu fais pas le poids, shérif !
- 1982 : Jekyll and Hyde... Together Again
- 1987 : Cordes et Discordes
- 1989 : Always - Pour toujours
- 2005 : Braqueurs amateurs

Réalisateur
- 1982 : Jekyll and Hyde... Together Again
- 1987 : Cordes et Discordes

Producteur
- 1968 : Adorablement vôtre
- 1969 : L'Amoureuse (en)
- 1981 : 13 morts 1/2
- 1982 : Jekyll and Hyde... Together Again
- 1988 : Et si on le gardait ?

Acteur
- 1975 : Smile de Michael Ritchie
- 1981 : Modern Romance (en)
- 1981 : 13 morts 1/2
- 1988 : Parle à mon psy, ma tête est malade

### Télévision
Scénariste
- 1964 : The Bill Dana Show (en) (2 épisodes)
- 1964 : Bob Hope Presents the Chrysler Theatre (en) (1 épisode)
- 1964 : Gomer Pyle, U.S.M.C. (en) (1 épisode)
- 1964-1965 : L'Extravagante Lucie (11 épisodes)
- 1964-1966 : The Dick Van Dyke Show (18 épisodes)
- 1965 : Les Espions (1 épisode)
- 1966 : Hey, Landlord (en) (6 épisodes)
- 1969 : Love, American Style (1 épisode)
- 1970 : Barefoot in the Park (en) (1 épisode)
- 1970-1972 : The Odd Couple (en) (5 épisodes)
- 1972 : Evil Roy Slade (en)
- 1975 : The Texas Wheelers (en) (1 épisode)
- 1983 : The New Odd Couple (en) (1 épisode)
- 1996-1999 : Tracey Takes On... (29 épisodes)

Réalisateur
- 1971 : Getting Together (en)
- 1971-1973 : The Odd Couple (3 épisodes)
- 1972-1973 : The Mary Tyler Moore Show (3 épisodes)
- 1975 : Rhoda (en)

Producteur
- 1966-1967 : Hey, Landlord (en) (31 épisodes)
- 1970-1973 : The Odd Couple (69 épisodes)
- 1972 : Evil Roy Slade (en)
- 1987 : The Tracey Ullman Show
- 1997-1999 : Tracey Takes On... (20 épisodes)
- 1999 : The Norm Show
- 2000-2001 : Le Drew Carey Show (18 épisodes)

Acteur
- 1966 : The Dick Van Dyke Show (1 épisode)
- 1976 : Laverne et Shirley (1 épisode)

Consultant
- 1966 : Hey, Landlord (en) (1 épisode)
- 1970 : Barefoot in the Park (en) (1 épisode)
- 1970-1975 : The Odd Couple (11 épisodes)
- 1974 : The Texas Wheelers (en) (1 épisode)
- 1994 : The George Carlin Show (1 épisode)
- 1995 : Caroline in the City (1 épisode)
- 1996 : Tracey Takes On... (1 épisode)
- 1996 : Cybill (22 épisodes)
- 1999 : Le Drew Carey Show (10 épisodes)

## Distinctions
Récompenses
- CableACE Awards 1996 (Tracey Takes On...)
- Primetime Emmy Award :
  - Primetime Emmy Award de la meilleure série de variété, musicale ou comique 1989 (Tracey Takes On...)
  - Primetime Emmy Award du meilleur scénario pour un programme de variété, musical ou comique 1990 (Tracey Takes On...)
  - Primetime Emmy Award de la meilleure série de variété, musicale ou comique 1997 (Tracey Takes On...)

Nominations
- Saturn Award :
  - Saturn Award du meilleur scénario 1991 (Always - Pour toujours)
- Primetime Emmy Award :
  - Primetime Emmy Award de la meilleure nouveauté 1971 (The Odd Couple)
  - Primetime Emmy Award de la meilleure série télévisée comique 1971 (The Odd Couple)
  - Primetime Emmy Award de la meilleure série télévisée comique 1972 (The Odd Couple)
  - Primetime Emmy Award de la meilleure série de variété, musicale ou comique 1987 (Tracey Takes On...)
  - Primetime Emmy Award du meilleur scénario pour un programme de variété, musical ou comique 1987 (Tracey Takes On...)
  - Primetime Emmy Award de la meilleure série de variété, musicale ou comique 1988 (Tracey Takes On...)
  - Primetime Emmy Award du meilleur scénario pour un programme de variété, musical ou comique 1988 (Tracey Takes On...)
  - Primetime Emmy Award du meilleur scénario pour un programme de variété, musical ou comique 1989 (Tracey Takes On...)
  - Primetime Emmy Award de la meilleure série de variété, musicale ou comique 1990 (Tracey Takes On...)
  - Primetime Emmy Award du meilleur scénario pour un programme de variété, musical ou comique 1996 (Tracey Takes On...)
  - Primetime Emmy Award du meilleur scénario pour un programme de variété, musical ou comique 1997 (Tracey Takes On...)
  - Primetime Emmy Award de la meilleure série de variété, musicale ou comique 1998 (Tracey Takes On...)
  - Primetime Emmy Award de la meilleure série de variété, musicale ou comique 1999 (Tracey Takes On...)
- Writers Guild of America Award :
  - Meilleur scénario original 1976 (Smile)
  - Meilleure série 1997 (Tracey Takes On...)